# 全七星
全七星（韓語：전칠성，1961年7月7日—），生于全罗南道新安郡，韩国男子拳击运动员。他曾代表韩国参加1984年夏季奥林匹克运动会拳击比赛，获得男子60公斤级铜牌。